# Хюсеин Хамди
Хюсеин Муталиб Хамди е български политик, кмет на община Главиница от ЕНП. Народен представител от парламентарната група на ДПС в XL Народно събрание. Бивш член на ЦС на ДПС.

## Биография
Роден е на 4 юни 1967 година в село Паисиево, България Завършил е история във ВТУ „Св. св. Кирил и Методий“, Велико Търново. Дългогодишен началник на направление „Образование“ в община Главиница.

### Политическа кариера
На местните избори през 2011 година е избран за кмет. На първи тур получава 36,92 %, а на втори тур печели с 53,49 %. На балотажа отива с Расим Хашим от ДПС, който на първи тур получава 38,11 %.